# 埼玉県立朝霞高等学校
埼玉県立朝霞高等学校（さいたまけんりつあさかこうとうがっこう）は、埼玉県朝霞市にある公立高等学校。

## 概要
国道254号線と陸上自衛隊朝霞駐屯地に挟まれた場所に位置する。
1963年（昭和38年）に創立した。

2005年から単位制を導入しており、全日制単位制普通科、定時制普通科を設置している。一学年の学級数は全日制8学級、定時制2学級と多くの生徒が在籍し、「朝高」（あさこう）の略称・愛称で呼ばれている。

## 学校行事
遠足、体育祭、文化祭、強歩大会、球技大会、修学旅行などがある。
強歩大会はマラソンのことで、戸田にある彩湖の土手を周回する。男子は15km、女子は9km。修学旅行は沖縄県に行くことが多い。（コロナ禍は一部例外あり）

## 制服
男子は黒の詰襟。女子は上下が同色の紺のブレザーで、リボンなどの装飾は一切ない。

## 交通アクセス
- 東武東上線 朝霞駅下車 徒歩20分
- 朝霞駅より西武バス・国際興業バス 幸町3丁目交差点下車 徒歩3分
- 西武池袋線 大泉学園駅・朝霞駅より西武バス 南大通り朝霞警察署下車 徒歩3分

## 部活動等
- 運動部
陸上部、ラグビー部、野球部、ソフトボール部、ソフトテニス部（男女）、ハンドボール部（男女）バレーボール部（男女）、バスケットボール部（男女）、卓球部、剣道部、山岳部、バドミントン部（男女）、水泳部、サッカー部、柔道部、ゲートボール同好会
- 文化部
文芸部、生物部、化学部、物理部、地学部、写真部、ジャズバンド部、美術部、書道部、演劇部、ギター部、放送部、技芸部、華道部、漫画研究部、茶道部、吹奏楽部、JRC同好会

運動部、文化部問わず部活動は非常に盛んである。特に山岳部がインターハイ、関東大会への常連である。また剣道部が関東大会に出場した他、水泳部、野球部、ハンドボール部、卓球部、サッカー部など数多くの部が県大会に出場、文化部でも美術部や書道部などが県で入賞している。また、JRC同好会やゲートボール同好会などの同好会もあり、合わせて40の部、同好会が活動している。
なお、定時制でも部活動を行っており、野球部・バスケットボール部・卓球部・バドミントン部などが活動している。

## 施設
埼玉県の防災拠点校に指定されている。2000年（平成12年）に完成した体育館には、ソーラーパネルや備蓄倉庫、地下タンク、雨水をためる貯槽などの設備がある。
シンボルツリーの欅の名を冠した「けやき会館」（合宿所）では、バレー部やバドミントン部など多くの部で校内合宿を行っている。また、屋上の天文台は、県内でも数少ない施設で、例年、地学部 が「星見の会」を開いている。
他に、武道場や屋外50ｍプール、天文台も有しており、施設は充実してる。
また、2024年から2026年にかけて校舎の大規模改修工事を行っている。
2024年　特別教室棟　　2025年　管理棟　　2026年　普通教室棟。
県の防災拠点校に指定されているため、体育館に冷房が設置されるらしい。

## 校歌・応援歌
作詞が谷川俊太郎、作曲が湯浅譲二の校歌は2番まで。公式サイトでは、校歌を聞くことができる。

## 著名な卒業生
- 荒井匡 - アナウンサー、ディレクター
- 中川充四郎[1] - プロ野球コメンテーター、スポーツジャーナリスト
- 北原佐和子 - 女優、介護福祉士[2]、ケアマネージャー[3]、准看護師[4]
- 松元繁 - 元プロ野球選手[5]
- 日向崇 - ファッションモデル、俳優
- 東出昌大 - ファッションモデル、俳優
- 松村香織 - アイドル[6]
- 小林よしひさ[7] - たいそうのおにいさん
- 齋藤裕 (建築家)
- 佐藤智恵 - 声優[8]
- 津久井教生 - 声優
- 柿原徹也 - 声優
- 谷川創平 - 撮影監督
- ライパチ - YouTuberトクサンTV